# Leichtathletik-Halleneuropameisterschaften 2021/Teilnehmer (Aserbaidschan)
| Gelbes Symbol für Goldmedaillen mit stilisierten Olympischen Ringen | Graues Symbol für Silbermedaillen mit stilisierten Olympischen Ringen | Braundes Symbol für Bronzemedaillen mit stilisierten Olympischen Ringen |
| ------------------------------------------------------------------- | --------------------------------------------------------------------- | ----------------------------------------------------------------------- |
| —                                                                   | 1                                                                     | —                                                                       |

Aus Aserbaidschan startete ein Athlet bei den Leichtathletik-Halleneuropameisterschaften 2021 in Toruń, der Silber gewann.

## Ergebnisse

### Männer

#### Sprung/Wurf
| Athlet         | Disziplin  | Qualifikation | Qualifikation | Finale     | Finale |
| Athlet         | Disziplin  | Weite         | Platz         | Weite      | Platz  |
| -------------- | ---------- | ------------- | ------------- | ---------- | ------ |
| Alexis Copello | Dreisprung | 16,84 m =SB   | 3             | 17,04 m SB | Silber |